# Doug Ross
Doug Ross kitalált szereplő a Vészhelyzet című amerikai kórházsorozatban. A megszemélyesítője George Clooney. A sorozatban Ross a kórház sürgősségi osztályának gyermekorvosa, tipikus szívtipró, aki nem tiszteli sem a tekintélyt, sem a szabályokat. Clooney ezzel a szerepével lett világszerte ismert, a sorozatban 1994 és 1999 között alakította Dr. Ross szerepét.

## A kitalált személy története
Ross gyermekkorában az apja többször elhagyta őt és az anyját, ezért nagyon megromlott a kapcsolatuk. A sorozat kezdetén gyermekorvos rezidensként dolgozik a chicagói megyei kórház sürgősségi osztályán. Elsősorban gyermek sérülteket látott el, de többször részt vett felnőttek kezelésében is, főleg olyankor, amikor nem volt elég orvos az ellátáshoz. A második évad elején a gyermekgyógyászati osztály vezetője meg is említi, hogy miért a sürgősségin dolgozik Ross, amikor a gyermekosztály fizeti őt. David Morgenstern, a sürgősségi vezetője megvédte őt, mondván ott van rá szükség.
Ross elkötelezett orvos volt, mindig a páciensei érdekeit nézte, nem törődve azzal, ha a siker érdekében átlépi a szabályokat. Nehezen tűrte a tekintélyt, többször ellentmondott a vezető gyermekorvosnak és más feletteseinek, amiért nem volt túl népszerű. Egy alkalommal emiatt el is bocsátották, de nem sokkal később hősiesen kimentett két gyermeket a vízzel eláradó csatornából, és a média hőst csinált belőle, ezért a jó reklám érdekében visszavették. Nehezen tűrte a gyermekek szenvedését, többször konfrontálódott a gyermekeiket bántalmazó szülőkkel.
Ross legjobb barátja a sürgősségin a felettese, Mark Greene volt. Az évek során nagyrészt jó kapcsolatban voltak, bár többször is összevesztek, mert Ross nem tisztelte Greene tekintélyét sem, sőt, Greene szerint egyenesen féltékeny volt az ő előmenetelére. Különösen rossz volt a kapcsolata a rendszerető, a szabályokhoz mániákusan ragaszkodó Kerry Weaverrel, a kollégaként eltöltött éveik alatt szinte folyamatosan haragban voltak. Egy alkalommal komoly összetűzésbe került Peter Benton sebésszel is, amiért az elárulta egy páciens családjának, hogy a beteg Ross téves kezelése miatt halt meg. Amikor egy drogfüggőnek született csecsemőnél gyorsított detoxikálást végzett el, mind Greene, mind Weaver rosszallását kiváltotta, és csak kevésen múlott, hogy nem rúgták ki.
Célzásokból arra lehet következtetni, hogy Ross és Carol Hathaway főnővér valaha egy pár voltak. Hathaway a sorozat első évadában egy ortopédus menyasszonya, de egy intim pillanatban megcsókolta Ross-t, többek közt ennek következtében meghiúsult az esküvője. Ezt követően folyamatos vonzalom volt kettejük között. Ross igen kicsapongó életet élt, rendszeresen ivott, és rengeteg egyéjszakás kalandja volt. Kollégái szerint ez nem egyszer már a munkájára is hatással volt. Egy alkalommal az egyéjszakás partnere, aki epilepsziában szenvedett és alkoholt sem fogyaszthatott volna, meghalt drogtúladagolásban, ennek következtében Greene-ben olyannyira megrendült a bizalom Ross felé, hogy sokáig rendszeresen felülbírálta a döntéseit, és éreztette vele az alkalmatlanságát. Az esetet követően Ross befejezte az éjszakázást, majd újra összejött Carollal.
Az ötödik évad elején Ross és Hathaway segítettek egy édesanyának otthon ápolni haldokló kisfiát. Ross látva a gyermek szenvedését, és az anya fájdalmát, Hathaway tudta nélkül megmutatta az anyának, hogyan lehet az automatikusan adagolandó morfium adagját megnövelni. A gyermek még aznap éjszaka meghalt morfium túladagolásban. A fiú apja, aki ügyvéd volt, beperelte Rosst eutanáziában való segédkezésért, aki a következmények enyhítésére inkább felmondott. Seattle-be költözött, de Hathaway nem követte.
Ross távozása után nem sokkal tudta meg Hathaway, hogy terhes. Rossnak csak akkor szólt, amikor már nem lehetett elvetetni a gyermeket. Ebben az időben Luka Kovac doktorral találkozgatott, de nem lett semmi a kettejük vonzalmából. Ross, miután tudomást szerzett az ikerlányaikról, arra kérte Hathawayt, hogy költözzön hozzá Seattle-be. Hathaway először vonakodott, de végül a hatodik évadban mégis elutazott. Ez alkalomra az „Édes keserűség” című epizódban újra felbukkant egy jelenet erejéig George Clooney, ami nagy meglepetést jelentett, hiszen a csatorna ezt egyáltalán nem reklámozta. A 15.évad utolsó évadában egy epizód erejéig visszatért a sorozatba, ahol Seattle-ben dolgozik Carollal.

### Kapcsolata apjával
Rossnak nagyon rossz a kapcsolata az apjával, mivel az gyermekkorában többször elhagyta őket. Miután Rosst hősként kezelik és kitüntetést is kap a két kisfiú megmentése miatt, apja, Ray megkeresi őt. Ross rögtön azt gondolja, hogy csak pénzt akar kérni, de kiderül, hogy az apja egy elegáns szálloda igazgatója. Többszöri találkozás után enyhül a köztük lévő ellentét. Kis idő múlva azonban Ray újra eltűnik. A munkaadója, a szálloda tulajdonosnője Ross-on akarja behajtani a Ray által elvitt pár ezer dollárt, és végül rövid, de intenzív kapcsolatot kezdenek. Később Ray meghalt autóbalesetben, amelyet ittasan okozott.

## Visszatérése a sorozat utolsó évadában
A sorozat utolsó évadában – ahogy a legtöbb korábbi főszereplő – Ross és Hathaway is felbukkan egy epizódban. Miután John Carter doktor mindkét veséje tönkrement, veseátültetésre szorult. Az új vesét Samatha Taggert nővér és Neela Rasgotra sebész szállították el Washingtonból, a transzplantációs központból, ahol találkoznak Hathaway-jel és Rossal. Miután felfedezik, hogy egykor ugyanott dolgoztak, lehetséges ismerősök neveit sorolják, de egyetlen közös ismerősük sincs, illetve Cartert, akinek a vesét viszik, nem említik meg.